# Corrigin
Corrigin är en ort i Australien. Den ligger i kommunen Corrigin och delstaten Western Australia, omkring 190 kilometer öster om delstatshuvudstaden Perth. Antalet invånare är 904.
Trakten runt Corrigin är nära nog obefolkad, med mindre än två invånare per kvadratkilometer.. Det finns inga andra samhällen i närheten.
Trakten runt Corrigin består till största delen av jordbruksmark. Genomsnittlig årsnederbörd är 437 millimeter. Den regnigaste månaden är juli, med i genomsnitt 66 mm nederbörd, och den torraste är februari, med 11 mm nederbörd.